# Arctosa edeana
Arctosa edeana là một loài nhện trong họ Lycosidae.
Loài này thuộc chi Arctosa. Arctosa edeana được Carl Friedrich Roewer miêu tả năm 1960.